# جون آدامز مورغان
جون آدامز مورغان (ولد في 17 سبتمبر 1930) هو بحار أمريكي وبطل أولمبي ومؤسس ورئيس مؤسسة مورغان جوزيف. كان والده، هنري ستورغيس مورغان، أحد مؤسسي شركة مورغان ستانلي وجده الأكبر كان جي بي مورغان، مؤسس شركة جي بي مورغان وشركاه. ‏

## النشأة
ولد جون آدامز مورغان في 17 سبتمبر / أيلول عام 1930 في أويستر باي ‏  في لونغ آيلاند والده هنري ستورغيس مورغان ‏ (1900-1982) ووالدته كاثرين فرانسيس لوفرنغ آدامز (1902-1988) ابنه فرانسيس لوفرينغ وتشارلز فرانسيس آدامز الثالث، الأمين العام لبحرية الولايات المتحدة الأمريكية  تحت قيادة الرئيس هوفر،  والسليل المباشر للرئيسين جون آدامز وجون كوينسي آدامز.
التحق مورغان بمدرسة غروتون، وتخرج في عام 1949. ثم التحق بجامعة ييل، وتخرج مع بكالوريوس الآداب في عام 1953.

## حياته المهنية

### تاريخه في الأوليمبياد
تنافس في دورة الألعاب الأولمبية الصيفية عام 1952 في هلسنكي، حيث فاز بالميدالية الذهبية في رمية ال 6 متر ‏ بقارب لاينوريا.

### العمل الوظيفي
من عام 1956 إلى عام 1966، كان شريكا في «دومينيك» و «ديكرمان». من عام 1966 إلى عام 1982، كان يعمل في سميث بارني،  كان يشغل منصب نائب الرئيس المسؤول عن إدارة تمويل الشركات، ونائب رئيس سميث بارني المسؤول عن أنشطة الاندماج والاستحواذ الخاصة بالشركة، وعضو في اللجنة التنفيذية ومدير شركة سميث بارني الدولية المتحدة.
في عام 1982, مورغان، حفيد جي بي مورغان، أسس شركة التجزئة والوساطة المالية المعروفة بمورغان لويس غيثنز آند آهن المتحدة  في عام 1985، حيث قامت بتنظيم مزاد مع شركة أولين، والتي تهتم بشؤون الصناعة الكيميائية ومقرها ستامفورد (كونيتيكت)  وهي المسؤولة عن أعمال ورق السجائر في أولين إيكوستا. في عام 1987، ساعدت الشركة في الاستحواذ على شركة خدمات أمريكا، من شركة أليكو المعروفة سابقًا بشركة ألغني للمشروبات مقابل  450 مليون دولار نقدا والأوراق المالية.
في عام 2001 قد اشترت شركة ملجا القابضة التي تم تأسيسها مؤخرا  ترخيص الشركة والوسطاء التجاريين. سعي مورغان، جنبا إلى جنب مع فريد جوزيف (1937-2009) وهو  الرئيس السابق والرئيس التنفيذي لبنك الاستثمار دريكسل بيرنهام لامبرت ‏ خلال 1980s ، والذي شارك أيضا  في تأسيس الكيان الجديد، الذي أصبح يعرف باسم مورغان جوزيف ذ. م. م في عام 2002،  لخلق أعمال عالية الإنتاجية للشركات متوسطة الحجم والاستفادة من المصرفيين الاستثماريين الذين تم تسريحهم خلال التكنولوجيا فقاعة الأسهم في عام 2000. بعد تأسيس الشركة الجديدة، شغل مورغان منصب رئيس مجلس إدارة مورغان لويس
في كانون الأول / ديسمبر 2010, اندمجت شركة مورغان جوزيف ذ.م.م مع Tri-Artisan Partners ذ. م. م لتشكل مجموعة  مورغان جوزيف TriArtisan المتحدة. في نيسان / أبريل 2011، استثمرت شركة أبولو للإدارة  العالمية في شركة مورغان جوزيف TriArtisan ، وسجلت كشركة وساطة للبحث عن العملاء والصفقات لصناديق الاستحواذ والتحوط.

### مجلس أمناء
منذ عام 1969، قد شغل  مورغان منصب مدير أوفام وشركاه المتحدة. من عام 1989 وحتى كانون الثاني / يناير 1998، كان مدير شركةترايمز حتى حصلت عليها شركة ميتالدين. ثم بعد ذلك شغل منصب مدير ميتالدين من عام 1984 حتى الرسملة في تشرين الثاني / نوفمبر 2000. اعتبارا من عام 2001, كان مدير شركة المفروشات العالمية. وأمين صندوق الإقراض في مدينة نيويورك. وهو أيضا مدير مكتبة مورغان.

## الحياة الشخصية
تزوج مورغان كوني إتش مورغان في عام 2010 وقد تزوج ثلاث مرات قبل ذلك. في عام 1953 تزوج من إليزابيث روبنز (1933-1998) ابنة روبرت بورنيت وشقيقة روبرت بورنيت الابن  قبل طلاقهما في عام 1957, كان لديهم:
- جون آدامز مورغان الابن الذي تزوج كارين آن بو، في كنيسة الثلوج في جبل ستراتون، في فيرمونت، في عام 1986. كان لديهما ابنة واحدة، سامانثا مورغان، ولدت في عام 1988.

في عام 1962 تزوج للمرة الثانية من تانيا جوس، وهي خريجة  مدرسة اثيل ووكر ‏ و كلية فاسار فهي ابنة ناتالي هولبروك وتشونسي بورتر جوس ‏ (توفي عام  1964) من ميدلبري, كونيتيكت. قبل الطلاق، كان لديهم:
- تشونسي جوس مورغان،   وهو المسؤول المالي عن شركة سينيت المتحدة.

في أواخر 1990s ، التقى زوجته الثالثة، سونيا تريمونت (ولدت عام 1963)، والتي تعرف الآن كأحد نجوم برنامج برافو التلفزيوني، المعروف بأسم ربات بيوت مدينة نيويورك ‏. وقد قيل أن مورغان وتريمونت التي واعدت من قبل جون ماكنرو من بين الآخرين،  قد التقوا في سان بيترو، مطعم إيطالي في مدينة نيويورك علي جادة ماديسون حيث كانت تعمل نادلة. بعد مقابلة بعضهم البعض  مرة أخرى في اسبن، تناولوا العشاء معا  وفي وقت لاحق من تلك الليلة عرض الزواج عليها. تزوجا بعد بضعة أشهر في عام 1998. قبل طلاقهم ب7 سنوات في عام 2006،  أنجبوا ابنه واحدة
- كوينسي آدامز مورغان

زوجته الرابعة هي كوني مورغان.

### مكان الإقامة
يمتلك مورغان جزيرة كاريتاس، وهو عبارة عن مجمع جزيرة خاص يبلغ مساحته ب3.5 فدان قبالة سواحل ستامفورد بولاية كونيتيكت، ويحتوي علي 26 غرفة بمساحة 14,000 قدم مربع تم بناؤه في الأصل عام 1906. في عام 2011، قد أدرج مورغان الجزيرة للبيع مقبمبلغ 18.9 مليون دولار.

## روابط خارجية
- جون آدامز مورغان على موقع الاتحاد الدولي للملاحة الشراعية (موقع جديد) (الإنجليزية)
- جون آدامز مورغان على موقع الاتحاد الدولي للملاحة الشراعية (موقع قديم) (الإنجليزية)
- جون آدامز مورغان على موقع اللجنة الأولمبية الدولية (الإنجليزية)
- جون آدامز مورغان على موقع أوليمبيديا (الإنجليزية)